# System determinacji płci XY

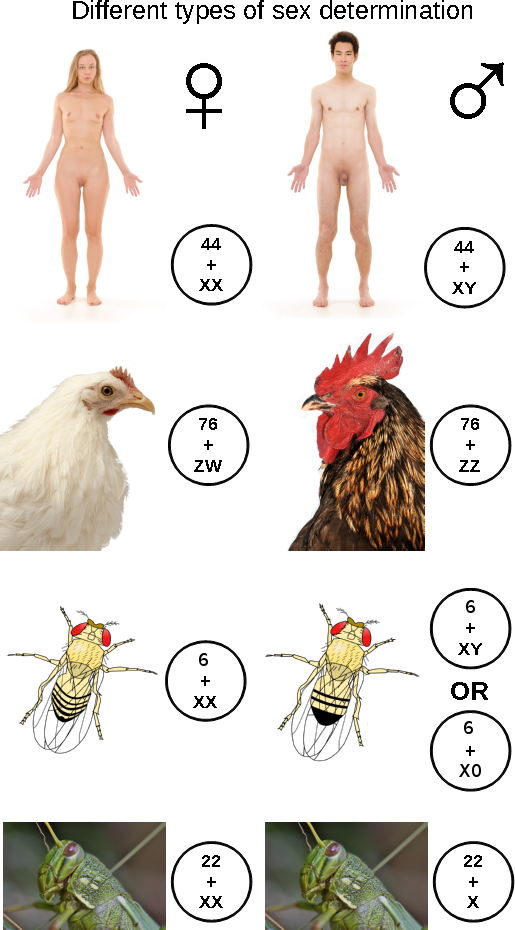
U różnych gatunków wstępują odmienne systemy determinacji płci

System determinacji płci XY jest systemem determinacji płci występującym u ludzi, większości pozostałych ssaków, u niektórych owadów (Drosophila) oraz u niektórych roślin (Ginko). W Systemie XY płeć osobnika jest determinowana przez parę chromosomów płci (genosomy). Samice posiadają dwa identyczne chromosomy płci (XX) i są nazywane płcią homogametyczną, natomiast samce posiadają dwa różne chromosomy płci (XY) i są nazywane płcią heterogametyczną.
System determinacji płci XY jest odwrotnością systemu determinacji płci ZW, gdzie samice są płcią heterogametyczną. Występuje on u ptaków, niektórych owadów, wielu gadów oraz u innych zwierząt.

## Mechanizm
Wszystkie zwierzęta posiadają zestaw DNA kodującego cechy dziedziczne takie jak np. płeć. U ludzi, większości ssaków oraz u niektórych innych gatunków dwa chromosomy nazywane chromosomem X i chromosomem Y kodują informację o płci osobnika. U tych gatunków jeden lub więcej genów obecnych na chromosomie Y determinuje płeć męską. Osobniki najczęściej posiadają dwa chromosomy płci: dwa chromosomy X determinują płeć żeńską. a para chromosomów X i Y determinują wystąpienie płci męskiej. Zauważyć należy, że niezależnie od ilości chromosomów o płci osobnika decydować będzie obecność lub brak chromosomu Y.

## Ludzie
U ludzi pojedynczy gen (SRY) obecny w chromosomie Y pełni funkcję sygnału do rozpoczęcia szlaków biochemicznych w kierunku uzyskania płci męskiej osobnika, zwanych wirylizacją. Komórki samic zawierające dwa chromosomy X przechodzą lionizację, podczas której jeden z chromosomów X ulega inaktywacji. Nieaktywny chromosom X pozostaje w komórce jako ciałko Barra W 2009 roku odkryto istnienie czynników genetycznych u mężczyzn, które zmieniają szanse na posiadanie przez niego syna bądź córki.

### Zaburzenia
Ludzie, podobnie jak niektóre inne gatunki, mogą posiadać układ chromosomów niezgodny ze swoją płcią fenotypową, tj. XX samce oraz XY samice. Przykładami mogą być: syndrom de la Chapelle (samca XX) oraz zespół niewrażliwości na androgeny. Ponadto, możliwe jest wystąpienie nienormalnej ilości chromosomów płci (aneuplodii), np. w przypadku zespołu Turnera w którym obecny jest jedynie pojedynczy chromosom X, zespołu Klinefeltera w którym obecne są dwa chromosomy X oraz jeden chromosom Y, czy zespołu XYY. Inne, rzadziej występujące układy chromosomów płci to: trisomia chromosomu X, tetrasomia chromosomu X oraz pentasomia chromosomu X. Czasem zdarza się, że powstaje chromosom Y bez genu SRY, wtedy rozwija się kobieta XY. Analogicznie rodzą się także mężczyźni z chromosomami XX, w których to gen SRY przeniósł się na jeden z chromosomów X. Czasami, mimo że istnieje gen SRY, a organizm wytworzy u płodu jądra, ciało nie różnicuje się dalej w kierunku męskim. Dzieje się tak, gdyż testosteron wyprodukowany przez jądra nie dostaje wiążącego go białka. Skutkiem tego pojawiają się u tych osób zewnętrzne cechy kobiety, ale nie mają nadal jajników i macicy, a jądra. Takie fizyczne kobiety są jednak bezpłodne.

### Genetyczne różnice pomiędzy płciami
Ten sam allel może być dominujący u mężczyzn, ale już recesywny u kobiet i vice versa. Chromosom Y oprócz tego, że zawiera gen warunkujący płeć wpływa też na rozwój mózgu. Przeważnie mężczyźni mają więcej alleli recesywnych genów z chromosomu X. Niektóre geny (których locus jest na autosomach) znajdują się u obu płci, ale są aktywne tylko u jednej z nich.

## Inne gatunki
System XY występuje u większości ssaków: płeć męska jest determinowana poprzez obecność chromosomu Y, a jego brak warunkuje rozwój płci żeńskiej.
Gen kodujący białko SRY (ang. sex-determining region Y) determinujące rozwój jąder, niezawierający intronów znajduje się u ssaków żyworodnych na chromosomie Y. Ssaki inne niż ludzie posiadają kilka genów kodujących na chromosomie Y, na którym nie znajdują się wszystkie geny specyficzne dla płci męskiej. U innych gatunków (w tym większości z rodzaju Drosophila) obecność dwóch chromosomów X determinuje płeć żeńską, obecność jednego chromosomu X powoduje rozwój domniemanej płci męskiej. Do rozwoju normalnej płci męskiej niezbędna jest obecność chromosomu Y.